# George Rublee
George Rublee (* 7. Juli 1868 in Madison (Wisconsin); † 26. April 1957 in New York City) war ein US-amerikanischer Rechtsanwalt. Er arbeitete auf den Schwerpunkten Staatsrecht und internationales Recht und war Initiator des Rublee-Wohlthat-Plans.

## Leben

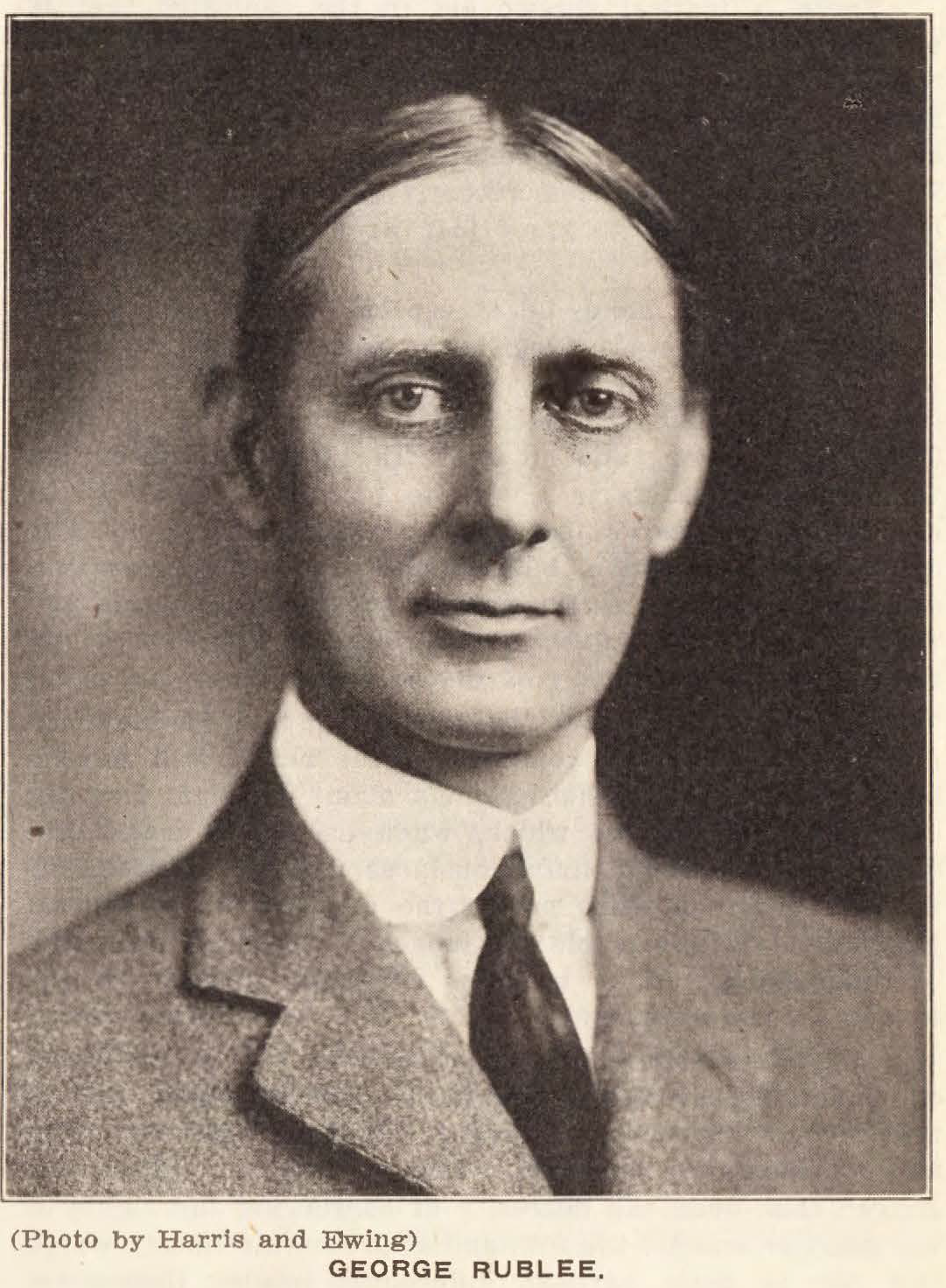
Porträt von George Rublee

Rublee wurde 1868 als Sohn von Horace Rublee (1829–1896) und Kate Hopkins (1833–1921) in Madison (Wisconsin) geboren. Sein Vater war Journalist, Parteiführer der Republikaner in Wisconsin und Botschafter in der Schweiz.
Nach dem Besuch der Phillips Exeter Academy und der Groton School studierte George Rublee in Harvard, wo er 1890 seinen Bachelor of Arts und 1895 seinen Bachelor of Laws erhielt.
In der Folge war Rublee in Washington, D.C. als Rechtsanwalt tätig und ab 1915 Mitglied der Federal Trade Commission.
Als amerikanischer Delegierter war er ab ca. 1918 Mitglied des Allied Maritime Transport Council. Außerdem war er Berater der Regierung von Kolumbien.
Im August 1938 wurde Rublee zusammen mit Robert Pell leitender Direktor des Intergovernmental Committee on Refugees (ICR). In dieser Funktion verhandelte er ab Dezember 1938 mit dem deutschen Reichsbankpräsidenten Hjalmar Schacht und mit dem deutschen Ministerialdirigenten Helmuth Wohlthat über die Planung eines Programms für die „Auswanderung von Juden deutscher Staatsangehörigkeit und staatenloser Juden aus Deutschland“ (Rublee-Wohlthat-Plan).
Rublee schied nach 6 Monaten aus seinem Amt als leitender Direktor des ICR aus.
Von 1899 bis zu seinem Tod 1957 war er mit Juliet Barrett (1875–1966) verheiratet.